# Prátimoksa
A prátimoksa (szanszkrit: प्रातिमोक्ष – prátimoksa; páli: pátimokkha) egy szabálylista (a vinaja része), amely a buddhista szerzetesek (bhikkhuk) és apácák (bhikkhunik) magaviseletét szabályozza. A prati jelentése "felé", a móksa jelentése a szanszára létciklusaitól való megszabadulás.
Szokássá vált a buddhista rendekben (szangha), hogy a gyűléseken kéthetente elszavalják ezeket a szabályokat és meggyónják bűneiket. Többféle prátimoksa szabályzat létezik attól függően, hogy melyik hagyomány kánonjában foglalnak helyet (théraváda, mahászánghika, mahísászaka, dharmaguptaka, szarvásztiváda vagy múlaszarvásztiváda). Ezen kívül más prátimoksa szövegek is léteznek külön álló prátimoksa szútrákban.

## Áttekintés
A prátimoksa a buddhista tanokon belül a vinaja részét képezi. Ezt tekintik a buddhista rendek alapjának. A prátimoksa alapján a mahájána buddhizmusban létezik további két csoportnyi fogadalom: a bódhiszattvafogadalom és a vadzsrajána fogadalom. Úgy tartják, hogy ha valaki ezeket az esküket nem szegi meg, azokat továbbviszi a következő életére is.

## Szövegek
A prátimoksa hagyományosan a vinaja részét képezi. A páli kánonban szereplő théraváda vinaja a Vinaja-pitaka szövegeiben található. A Múlaszarvásztiváda-vinaja a tibeti buddhista kánonhoz tartozó Kandzsúrban, a kínai fordítású változatban és egy nem teljes szanszkrit nyelvű kéziratban létezik. Léteznek ezen felül nem teljes egészében fennmaradt vinaja szövegek a kínai buddhista kánonban (lásd: Taisó Tripitaka). A következő vinaják léteznek:
- Mahísászaka-vinaja (T. 1421)
- Mahászanghika-vinaja (T. 1425)
- Dharmaguptaka-vinaja (T. 1428)
- Szarvásztiváda-vinaja (T. 1435)
- Múlaszarvásztiváda-vinaja (T. 1442)

## Prátimoksa a buddhista különböző hagyományvonalakban

### Indiai buddhizmus
A dharmaguptaka szekta elutasította a szarvásztiváda prátimoksa szabályokat, mondván, hogy Buddha eredeti tanításai elvesztek.

### Théraváda buddhizmus
A szanszkrit prátimoksa páli megfelelője a patimokkha, amelyet a théraváda vonalhoz tartozó szerzetesek követnek (Thaiföld, Srí Lanka, Burma, Kambodzsa és Laosz). A szerzetesek számára 227, az apácák számára 311 fogadalom van. A patimokkhát a Szutta-vibhanga tartalmazza, amely a Vinaja-pitaka egyik része.

### Kelet-ázsiai buddhizmus
A buddhizmus kelet-ázsiai hagyományaiban általánosan a prátimoksa dharmaguptaka vinaját követik, amely a következő hagyományokra értendő:
- Kínai buddhizmus
- Vietnámi buddhizmus
- Koreai buddhizmus

Néhány japán buddhista hagyományban szintén végeznek teljes szerzetesrendi felvételt, bár a többségnél nem létezik ilyen. Itt jellemzően a papok tesznek bodhiszattvafogadalmat, de ez nem teljes szerzetesi fogadalom (például prátimoksa).

### Tibeti buddhizmus
A tibeti buddhizmus által követett múlaszarvásztiváda prátimoksa szabályzat fogadalmait egész életre teszik, kivéve, ha a négy fő fogadalom valamelyikét megszegi valaki. A tibeti buddhizmusban nyolcféle prátimoksa fogadalom van:

#### Világi emberek fogadalmai
- böjt fogadalmak (upavasza, nyungne) — 8 fogadalom
- világi személy fogadalmai (szanszkrit: upászaka és upásziká, genyen) — 5 fogadalom

A világi prátimoksa öt fogadalomból áll (az öt síla):
1. tartózkodni a gyilkolástól.
2. tartózkodni a lopástól.
3. tartózkodni a hamis beszédtől.
4. tartózkodni a helytelen szexuális magaviselettől.
5. tartózkodni a bódítószerek használatától.

Nem kötelező megfogadni mind az ötöt. A szövegmagyarázatok hétfajta világi személyt különböztetnek meg:
1. egy fogadalmat tevő,
2. bizonyos fogadalmakat tevő,
3. fogadalmak többségét tevő,
4. mind az öt fogadalmat tevő,
5. mind az öt fogadalmat tevő, kiegészítve a teljes szexuális kapcsolat megtartóztatásával,
6. mind az öt fogadalmat tevő, szerzetesi ruhát viselő, szerzetesként vagy apácaként viselkedő,
7. a három drágaságban (Buddha, dharma, szangha) menedéket vevő, aki nem képes a fogadalmak teljes betartására, de élete végéig menedékben maradó.

#### Szerzetesi fogadalmak
1. Szerzetesnövendékek fogadalmai (srámanera gecul; srámanerí, geculma) — 36 fogadalom
2. Szerzetesek fogadalmai (bhikkhu, gelong) — 364 fogadalom
3. Apácák fogadalmai (bhikkhuni, gelongma) — 253 fogadalom

Csak a szerzeteseket és apácákat tekintik a buddhista szerzetesrend teljes körű tagjainak. Négy ilyen tagot már szanghának tekintenek. A prátimoksa azt is elmondja, miképp javítsák ki a hibákat, hogyan oldjanak meg konfliktusokat és egyéb helyzeteket, amelyek előfordulhatnak a szanghán belül.

### Magyarul
- A vallomás szavai. A korai buddhizmus szerzetesi szabályzata; ford., előszó Farkas László; A Tan Kapuja Buddhista Főiskola, Bp., 1994

### Indiai buddhizmus
- Buddhist monastic discipline : the Sanskrit Prātimoksạ Sūtras of the Mahāsāmg̣hikas and Mūlasarvāstivādins. Delhi: Motilal Banarsidass (1996. március 1.). ISBN 81-208-1339-1

### Tibeti buddhizmus
- Novice Vows: Lama Mipham szövegmagyarázatai Nagardzsuna "Stanzas for a Novice Monk" művéhez, valamint Congkapa "Essence of the ocean of Vinaya" című írásához ISBN 81-86470-15-8 (LTWA India)
- Teljes szerzetesi eskü szövege: "Tanács Sakjamuni Buddhától" – 14. Dalai Láma, ISBN 81-86470-07-7 (LTWA India)
- A prátimoksa és a bodhiszattva és a vadzsrajána eskük teljes magyarázata: "Buddhist Ethics" (Treasury of Knowledge: 5. könyv), Jamgon Kongtrul Lodro Taye, ISBN 1-55939-191-X, Snow Lion Publications
- Monastic Rites by Geshe Jampa Thegchok, Wisdom Books, ISBN 0-86171-237-4
- Ngari Panchen: Perfect Conduct: Ascertaining the Three Vows, Wisdom Publication, ISBN 0-86171-083-5 (Commentary on the three sets of vows by Dudjom Rinpoche)

## Külső hivatkozások
- Sects & Sectarianism — A buddhista iskolák eredete Archiválva 2008. augusztus 20-i dátummal a Wayback Machine-ben (angolul)
- The Ocean of Vinaya – A prátimoksa fogadalmak – Dzse Congkhapa (Múlazsarvástaváda hagyományvonal) (angolul)
- Buddhista szerzetesnövendékek esküinek teljes listája – Thubten Csodron apáca és Thics Nhat Hanh (angolul)